# ۳۶ دلو
۳۶ دلو یک ستاره است که در صورت فلکی دلو قرار دارد.